# 列日涅沃区
列日涅沃区（俄语：Лежневский район）是俄罗斯联邦伊万诺沃州下辖的一个区，其行政中心为列日涅沃。据2016年统计，该区的人口为18832人。